# Kanton Vienne-1
Vienne-1 is een kanton van het Franse departement Isère. Het kanton maakt deel uit van het arrondissement Vienne. Het telt 41.927 inwoners in 2018.
Het kanton Vienne-1 werd opgericht bij decreet van 18 februari 2014, met uitwerking op 22 maart 2015 en omvat volgende gemeenten:
- Vienne (hoofdplaats) (noordelijk deel)
- Chasse-sur-Rhône
- Chuzelles
- Luzinay
- Moidieu-Détourbe
- Pont-Évêque
- Septème
- Serpaize
- Seyssuel
- Villette-de-Vienne